# Sundarion flavomarginata
Sundarion flavomarginata är en insektsart som beskrevs av Leon Fairmaire. Sundarion flavomarginata ingår i släktet Sundarion och familjen hornstritar. Inga underarter finns listade i Catalogue of Life.